# 고남산 자철석 광산
고남산 자철석 광산, 고남산 티타늄-자철광상은 포천시 관인면 삼율리의 고남산 각섬암에 발달하는 티타늄-자철석 광산이다. 약 14억~10억 년 전 선캠브리아기에 형성되었으며 2016년 주)삼양리소스에서 광업권을 인수하여 연간 약 20만 톤의 철을 생산하며 현재까지 운영하고 있다. 

## 역사
이 광산은 일제 강점기인 1930년대에 처음으로 발견되었고 1974년 영풍광업주식회사, 1975년 국립지질조사소(현 한국지질자원연구원)에서 지질조사를 수행한 바 있다. 1982년부터 개발 및 생산이 시작되어 2016년 주)삼양리소스에서 광업권을 인수하여 현재까지 연간 약 20만 톤 이상의 철을 생산하고 있으며, 평균 품위는 산화 철(III) 64.0 wt. %, 이산화 타이타늄 18.8 wt. %이다. 2019년 기준 확인된 총 매장량과 생산량은 각각 4,796,000톤과 274,350톤으로 보고되었다. 고남산 티타늄 광상은 광상을 배태하는 모암인 고남산 각섬암의 기원 마그마로부터 분화된 정마그마 광상으로, 10여개의 맥상 또는 렌즈상의 광체들로 구성된다.

## 지질
고남산 각섬암은 포천시 관인면 삼율리의 고남산(643 m) 일대에 암주(巖柱) 형태로 분포하는 관입암체로 각섬암과 변성석영몬조암의 복합체로 구성된다. 장호완 외(1987) 및 김규한과 이현주(1994)는 고남산 각섬암을 알칼리반려암질암으로 분류하였으나 전은영과 권성택(1999)은 화학성분의 차이에 따라 고남산 각섬암을 알칼리 각섬암, 분화된 각섬암, 솔레아이트질 각섬암으로 구분하였다.
연천 지질도폭(2008)에서는 고남산 각섬암을 유색광물의 함량에 따라 각섬암(10% 이상)과 변성 석영몬조암(meta-quartz monzonite, 유색광물비 10% 이하)으로 구분하였다. 고남산 각섬암은 일반적으로 괴상이고 부분적으로 압쇄 작용을 받아 엽리가 발달하는 경우도 있다. 각섬암은 단사휘석, 사장석, 각섬석으로 구성되고 알칼리장석과 석영이 수반된다. SHRIMP 저어콘 U-Pb 연대는 861.2±7.3 Ma (신원생대 토노스기)으로 보고되어 고남산 각섬암은 신원생대 초기에 관입한 것으로 해석된다.

## 연구
장호완 외(1987)는 기존에 각섬석으로 불려져 왔던, 광상을 배태하는 모암을 알카리(알칼리)반려암질암으로 분류하는 것이 타당하다고 보고하였다. 티타늄-자철석 광상의 모암인 알칼리반려암질암은 변성퇴적암(연천 지질도폭의 장락층군)의 운모편암, 규암, 석회암을 곳곳에서 관입, 포획하였으며 규암과 석회암이 변질되거나 부분적으로 스카른화된 부분도 있다. 장호완 외는 알칼리반려암질암을 암상에 따라 거정질, 중립질, 우백대와 우흑대가 교호하는 층상 3개 부분으로 구분하였다. 희토류 원소도 있는데 중립질 알칼리반려암질암의 한 시료에 포함된 희토류 원소의 함량은 바륨 247 ppm, 스트론튬 567 ppm, 란타넘 25.76 ppm, 세륨 77.44 ppm, 네오디뮴 93.80 ppm, 사마륨 6.27 ppm, 유로퓸 4.39 ppm, 이터븀 4.20 ppm 등이다.
김규한과 이현주(1994)는 알칼리반려암질암을 거정질 내지 조립질 반려암질암 및 각섬석이 방향성을 나타내는 편마상 반려암으로 구분하고, 조립질 반려암과 편마상 반려암의 각섬석 광물에 대해 칼륨-아르곤 연대 측정을 실시하였다. 조립질 반려암은 1468.4±20.8 Ma, 편마상 반려암은 1021±14.5 Ma (중원생대)이다.
이지현(2021)은 연장 3 km, 폭 1.5 km 의 고남산 각섬암체를 암상에 따라 하부, 중부, 상부로 구분하고, 철-티타늄-바나듐 광화작용은 하부와 중부에 집중되어 분포한다고 보고하였다. 하부와 중부는 섬록암, 몬조반려암, 몬조섬록암 등 규산염암이 층상 내지 산점상의 철-티타늄-바나듐 광체와 교호하며 광화작용은 렌즈상, 산점상, 맥상으로 나타난다. 상부는 석영 몬조섬록암(Quartz Monzodiorite)만으로 구성된다.
신승욱(2021)은 바나듐을 포함한 광석과 주변 암석의 유도분극(induced polarziation, IP) 특성 차이를 비교하여, 0.1 Hz 진동수에서 함바나듐 광석과 주변 암석의 위상과 평균 교류 전기비저항에 차이가 나타나는 것을 확인하였고, 이러한 물성 차이가 함바나듐 광물 탐사에 사용될 수 있다고 보고하였다.

## 같이 보기
- 포천시의 지질
- 상동광산
- 타이타늄
  - 조선 누층군 면산층
  - 하동-산청 회장암체